# فيليب ديلارد
فيليب ديلارد (بالإنجليزية: Phillip Dillard)‏ هو لاعب كرة قدم أمريكية أمريكي، ولد في 10 ديسمبر 1986 في تلسا في الولايات المتحدة.

## وصلات خارجية
- فيليب ديلارد على موقع مرجع كرة القدم المحترفة.كوم (الإنجليزية)